# Heilig-Kreuz-Kirche (Büchenbronn)

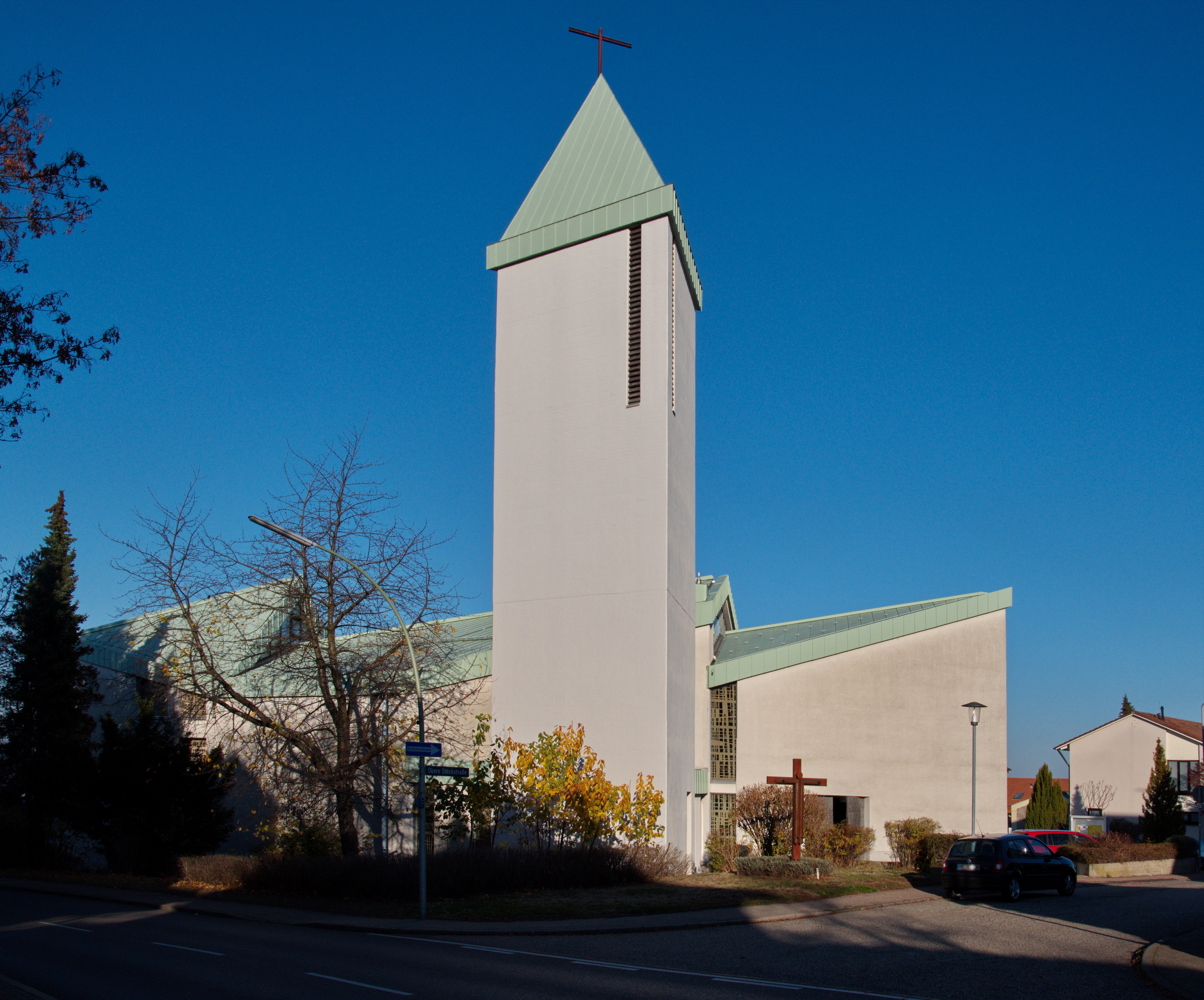
Heilig-Kreuz-Kirche in Büchenbronn

Die Heilig-Kreuz-Kirche in Büchenbronn, einem Stadtteil von Pforzheim in Baden-Württemberg, wurde 1964/65 erbaut.

## Geschichte
Büchenbronn war seit der Reformation protestantisch. Katholiken siedelten sich erst im Zuge von Industrialisierung und Eisenbahnbau im 19. Jahrhundert wieder in größerer Zahl im Ort an. Die Katholiken von Dillweißenstein, Büchenbronn und Huchenfeld wurden zunächst von der Pforzheimer Stadtgemeinde aus betreut, die zunächst die Barfüßerkirche nutzte und 1891 die Kirche St. Franziskus einweihte. Da die Gemeinden durch den weiteren Anstieg der Bevölkerung weiter anwuchsen und der Weg von den außerhalb liegenden Orten zur Franziskuskirche in der Innenstadt weit war, wurde 1905 eine eigene Pfarrkuratie für Dillweißenstein, Büchenbronn und Huchenfeld errichtet, die 1910 die Liebfrauenkirche in Dillweißenstein einweihen konnte. Bis vor dem Zweiten Weltkrieg hatte die Zahl der Katholiken in Büchenbronn unter 100 betragen, durch den Zustrom an katholischen Vertriebenen nach dem Zweiten Weltkrieg wuchs deren Zahl bis zum Jahr 1950 auf knapp 500 an.
Ab 1946 fanden katholische Gottesdienste in der evangelischen Bergkirche statt. 1958 erwarb die katholische Gemeinde ein 30 Ar großes Baugrundstück im Roßwiesle. 1964 begann schließlich der Bau der Heilig-Kreuz-Kirche nach einem Entwurf der Architekten Karlhewinz Goldmann (1919–1986) und Hans Stürle (1928–2007), der 1965 abgeschlossen war. Die Gesamtbaukosten betrugen rund 1,3 Mio. DM. Die Kirche entstand nach den Maßgaben des Zweiten Vatikanischen Konzils, das den Gemeinschafts-Charakter des Gottesdienstes und die Nutzung moderner Architektur forderte, und wurde am 6. November 1966 von Weihbischof Karl Gnädinger geweiht.
Der zum Bau der Kirche verwendete Sichtbeton hat sich nicht als dauerhaft erwiesen, so dass 1991 eine umfangreiche Generalsanierung der Kirche nötig war.
Bei der Innenrenovation 2008 wurde der bislang düster wirkende, hintere Teil das Altardreiecks blau schattiert, mit der Absicht auf diese himmlische Hoffnung, die hinter dem Kreuzestod Jesu steht, hinzuweisen.

## Beschreibung
Die Heilig-Kreuz-Kirche ist ein polygonaler Sichtbetonbau mit freistehendem Glockenturm. Das Langhaus der Kirche hat einen sechseckigen Grundriss mit einer Länge von 38 Metern und einer Breite von 21 Metern, wobei an vier der Außenseiten ein dreieckiger Anbau für Altarraum, Taufkapelle, Sakristei und Beichtkapelle angebaut ist. Das bestimmende geometrische Element der Architektur ist das Dreieck als Zeichen der Dreieinigkeit, das sich nicht nur im Grundriss der seitlichen Anbauten, sondern auch in der vielfach gebrochenen Dachlandschaft sowie im Grundriss und der helmgroßen Schallöffnung des 33 Meter hohen Glockenturms wiederfindet.
Die Kirche wird im Inneren von farbigem Betonglas gegliedert. Den Schmuck von Hauptportal, Zwischenwand sowie die farbigen Glasfenster schuf der Pforzheimer Bildhauer Rolf Gröger (1919–1986).

## Glocken
- Friedensglocke, 350 kg, gegossen 1992, „Kein Friede unter den Völkern, ohne Frieden zwischen den Religionen“,  zentraler Satz aus dem Projekt Weltethos von Hans Küng. Verziert ist die Glocke mit einer Friedenstaube, um die herum in 17 Sprachen das Wort Friede geschrieben steht.
- Bruder-Klaus-Glocke, 268 kg, „Herr nimm von mir, was mich wendet von dir. Herr gib auch mir, was mich kehret zu dir. Herr nimm mich mir und gib mich ganz zu eigen“, verziert mit einem Relief von Bruder Klaus mit Rosenkranz
- Konradsglocke, 173 kg, „Gehet hinaus in alle Welt und verkündet der ganzen Schöpfung das Evangelium“ Mk.16,15, verziert mit einem Relief des Bischofs Konrad, mit Mitra, Stab und Kirche
- Ökumeneglocke, 120 kg, „Nur einer ist euer Meister. Ihr alle aber seid Brüder“ Mt.23,8, Verziert mit einem Schutzmantelchristus

Außer der Friedensglocke stammen alle Glocken aus der Liebfrauenkirche von Singen/Hohentwiel, wo sie aus Gründen der Statik abgenommen werden mussten.